# Ordesa (novela)
Ordesa es una novela del escritor y poeta español Manuel Vilas publicada en 2018 y considerada mejor libro del año por el suplemento cultural Babelia de El País. Se trata de un relato autobiográfico que está dirigido a la muerte de los progenitores del autor cuya historia adquiere cierto talante existencialista. Su novela Alegría finalista del Premio Planeta 2019 continúa la estela con el mismo narrador. 

## Contexto
Ordesa fue escrita por Manuel Vilas durante cuatro años. La empezó en junio de 2014 tras su divorcio y la muerte de su madre que afectó al escritor. El alcoholismo del autor jugó un papel fundamental en el nacimiento de la obra, ya que tras caer desplomado en una borrachera, decidió darle un giro a su vida. Tras salir del hospital decidió tomarse un periodo de retiro en la frontera de los Pirineos. Allí llegó a los bosques del Valle Ordesa, lugar que le sirvió para examinar su pasado, los errores cometidos y empezó a dar forma a la novela y el trasfondo que conforma el eje argumental.Entre ellos, las relaciones entre padres, madres e hijos.   

## Personajes
Los personajes se van a dividir en dos grupos claramente diferenciados. En primer lugar, los personajes que tienen nombres de compositores reconocidos y otros atribuidos al escritor de forma ficticia.
Manuel. Podríamos decir que se trata del narrador y personaje principal que narra el fallecimiento de sus padres. El propio Vilas se desdobla a lo largo de la novela atribuyéndose otros nombres: César Vilas, Tony Vilas, Wilasz e incluso en femenino Manuela Vilas.
Bach. Es el padre del protagonista. Hace referencia al compositor Johann Sebastián Bach y en el libro es de los personajes que más claro queda su propio nombre. Nació en el año 1930 en Barbastro. Se dedica al mundo del textil en Huesca, Teruel y otras zonas de España, donde vivió casi siempre. Uno de sus pasatiempos favoritos es jugar a las cartas y apostar café y coñac. Está casado con Wagner a la que conoció en 1958 y se casaron 2 años después. 
Wagner. Se trata de la madre del protagonista. Una mujer que creció en un pueblo cercano a Barbastro llamado Ponzano. Nació en 1932 y venía de una familia humilde y campesina. Es fan de la música de Julio Iglesias y de compartir tiempo con sus amigas. Es una mujer que se dedica a las tareas del hogar, quehaceres propios de la España descrita en el libro. 
Vivaldi y Brahms. Son los dos hijos de Manuel. Vivaldi es el menor de ellos y tiene 17 años y está en un proceso duro donde se pregunta constantemente quién es. En cambio, Brahms es el mayor y gran conversador de los temas políticos. Ambos personajes son los encargados de que el protagonista de la obra siga adelante con su vida. Son los únicos vivos y que no adquieren ese talante fantasmagórico que sí se ve reflejado en los otros. 
Cecilia. Se trata de la abuela materna de Manuel. Tuvo siete hijos y es un personaje cargado de dramatismo y significancia en la vida del protagonista, por las vivencias que le tocó enfrentar a lo largo de su vida. Entre ellos, la muerte de uno de sus hijos y el suicidio de su esposo. Cecilia representa la pesadumbre existencial, el dolor emocional de la memoria. 
Monteverdi. Es un personaje que representa las tinieblas de la vida. Su nombre real es Alberto y se trata de uno de los hijos de Cecilia (hermano de Wagner). Su actitud era muy peculiar, al igual que todo lo que le rodea: un hombre sucio que no formó una familia. Acto que le provocó enfermedades hasta tal punto de fallecer de tuberculosis. 
Händel. Su nombre es Mauricio. A lo largo de la novela destaca por su mala relación con Monteverdi, debido a que este último le reprochaba siempre no haberle ayudado nunca en la vida. Apenas hay detalles sobre él, salvo que es aficionado a la caza. 
Rachmaninov. Es el hermano menor de Bach y tiene gran afición por la pintura. 
Giuseppe Verdi. Sirve como refugio para el personaje principal (Manuel), pues Verdi es un gran amigo de Bach que acabó volcando un gran aprecio hacia el protagonista. Este último lo recuerda con entusiasmo por las largas conversaciones que mantuvieron. Verdi, a pesar de ser un hombre muy feliz, murió soltero. 
Por último, hay que destacar otros personajes que aparecen en la novela y que el protagonista los denomina sus "célebres muertos": Hitler, Che Guevara, Elvis Presley o Marilyn Monroe son algunos de ellos. 

## Argumento
El libro narra la historia de personal de Manuel Vilas. Los 157 episodios cortos que tiene la novela son un reflejo biográfico y autoficcional propio del autor, donde pérdida y duelo se van mezclando paulatinamente. La narración adquiere un carácter fantasmagórico propio de escritores como Juan Rulfo, pero donde la presencia de la música es un pilar fundamental de construcción novelística. A lo largo del libro, el protagonista desglosa sus pesadumbres emocionales cuya sensación se mueve entre el terreno poético y la prosa. La obra se cierra con un epílogo configurado por un conjunto de poemas que gira en torno a la familia muy ligado a su poemario Resurrección. 

## Temas
La novela gira en torno a diversos temas propios en las construcciones del autor como la familia, el pasado, las ausencias, la memoria y el reflejo de España. Sin embargo, los ejes argumentales en los que se fundamenta la obra son diversos.  
La muerte
La inexistencia está presente a lo largo de la historia a través de la muerte de los padres del protagonista. Es el eje principal de configuración de la trama, pues el protagonista la tiene presente desde el principio hasta el final. El efecto del cadáver y su volatilización como símbolos de la parca por medio de la invisibilización de sus padres.  
La historia de España
El autor insiste en el plano referencial y nos sitúa en la España de los años 1960, 1970 y 1980. Hay referencias históricas en la novela: Alemania en 1945, el accidente del Airbus en los Alpes franceses e incluso también da un salto en el tiempo, pues empieza con una alusión real del propio autor con el actual rey de España. La novela va girando a su vez en torno a lo político, económico y la metamorfosis de la noción capitalista española.  
El tiempo
Se produce una serie de saltos temporales. El paso del tiempo, sus vestigios, las experiencias que va dejando conforman el organigrama vital. Hay que diferenciar entre el tiempo externo e histórico de la novela. En cuanto a la fecha más antigua se sitúa en 1930 con el nacimiento del padre de Manuel. Sin embargo, la novela abarca casi un siglo pues la referencia temporal más cercana es el 2015.  
La música
Lo más claro es su presencia en los nombres de los personajes. Además, se trata de un rasgo personal del propio escritor presente a lo largo de la novela. Manuel Vilas no solo es un aficionado a la música clásica, sino que uno de sus deseos de la juventud era la creación de una banda de rock and roll. De allí la fascinación por la música y el hecho de plasmarlo en su obra.  
Otros de los ejes que se ven reflejados son el papel de la religión, la paternidad y la música. Esta última a nivel referencial a través de los personajes.  

## Estilo
A lo largo de la novela se desprende un lenguaje plenamente cotidiano. El estilo va a girar en torno a la ficción o, mejor dicho, lo autoficcional. Hay un contraste entre el juego del receptor o lector con su realidad. Al desplegarse por toda la novela una historia autobiográfica propia de Manuel Vilas en muchas de sus otras obras, el lector trata de ubicar esos espacios en su vida personal. En definitiva, el estilo estará marcado por la introducción de datos verdaderos dentro de la ficción.

## Publicación
La novela se publica por primera vez en enero del año 2018 por la editorial Alfaguara recibiendo una gran acogida por la crítica. En noviembre del año 2023 la misma editorial publicó una edición especial con un extracto inédito de la novela que el autor dejó fuera en la primera versión.
Ordesa de Manuel Vilas alcanzó tres ediciones en diez días y siete ediciones en dos meses. Desde su publicación ha sido traducida a más de diez idiomas. Entre ellos mandarín, búlgaro, alemán, árabe, croata, rumano, ruso, italiano y holandés. 

## Crítica
Desde su publicación en 2018, Ordesa ha sido objeto de un sinnúmero de críticas por los medios más importantes de España, rostros literarios reconocidos e incluso prensa de los Estados Unidos. 
En España, el suplemento cultural de El País la denominó la mejor novela del año 2018 afirmando que se trataba de «Un artefacto literario que rechaza un sentido convencional de lo novelable. No hay evolución de la intriga, sino una sutil trama del propio estilo». El escritor español Juan José Millás y Premio Nacional de Narrativa en 2008 afirmó «Hay libros salvajes como el de Manuel Vilas, al que Dios confunda por rompernos el alma». Otros de la talla de Ignacio Martínez de Pisón siguieron la estela afirmando que es «Un libro hermoso y estremecedor, compuesto a partes iguales de culpa, rabia y amor». Otros como Fernando Aramburu dijeron que es un «libro potente, sincero, a ratos descarnado, sobre la pérdida de los padres, sobre el dolor de las palabras que no se dijeron y sobre la necesidad de querer y ser querido. 
En el plano internacional, destaca la crítica del New York Times, donde se afirma que «A pesar de tener un corazón melancólico se trata de un libro de luz: la  luz del sol que atraviesa el apartamento lleno de fantasmas de Manuel, de las mágicas vacaciones de verano en un lugar llamado Ordesa en las estribaciones de los Pirineos, del paraíso perdido de sus padres en el rubor de la juventud». También la reconocida revista norteamericana Publishers Weekly escribió que se trata de «una novela vibrante con momentos magnéticos y llenos de vida. Este es el retrato indeleble de un hombre que se enfrenta a los costes de una vida dedicada al recuerdo».

## Adaptaciones
El auge de la novela y su gran repercusión en la literatura española llevó a que se produjera un documental de la obra del escritor Manuel Vilas titulado Vilas y sus dobles. En él, gracias a la repercusión anímica de la obra en sus lectores, llevó a que rostros conocidos como José Sacristán o Pepe Viyuela participaran en la película producida por Estación Cinema y patrocinada por Aragón TV.

## Premios
Ordesa recibió el Premio Femina Étranger de Novela Extranjera en Francia en 2019.